# Нове-Место (Прага)
Но́ве-Ме́сто (чеш. Nové Město — Новый город) — исторический район Праги, кадастровый квартал в составе административных районов Прага 1, Прага 2, и Прага 8. Имеет границы с кадастровыми кварталами Старе Место, Карлин, Жижков, Винограды, Нусле и Вышеград, а также Голашовице и Смихов (граница по реке). С запада и севера примыкает к реке Влтава.
Нове-Место — один из исторических пражских городов, которые в 1784 году Иосиф II объединил в один централизованный город (hlavní město Praha).
Название «Новый город» не слишком соответствует действительности. Он был основан в 1348 году Карлом IV на месте ещё более древних поселений, и его история насчитывает более 650 лет. Район был заложен, чтобы объединить Старе-Место и Вышеград.

## История
Карл IV решил, что Прага станет резиденцией императоров Священной Римской империи. Это был исторический прецедент, так как до этого императоры не имели постоянной резиденции. Так можно объяснить большие масштабы градостроительных работ в Праге. Карл IV решил расширить Прагу, он основал Университет, повысил статус Пражской епархии до архиепископства.
Указ о строительстве Нове-Места был издан 8 марта 1348, а уже 26 марта был заложен первый камень, и строительство пошло быстрыми темпами. Карл IV все спланировал заранее и уже проработал идею. Автором плана мог быть Матьё Аррасский, которого Карл IV пригласил из Франции. Это должен был быть человек, хорошо знакомый с принципами планирования городов.
Исключительность проекта заключается не только в размерах (250 га превосходят большинство городов тогдашней Европы). Проект выделялся огромными площадями — 3,8 га Конский рынок и 8 га Добытчи рынок, что превосходит большинство современных площадей подобного назначения. Исключительной была ширина улиц — Житна и Йечна составляли 27 метров (45 локтей), Йиндржишска, Штепанска, Гибернска — 23 метра. В то время самые широкие улицы Парижа или Кёльна едва достигали 10 метров ширины.
Удивление современников вызывали не только размеры, но и продуманный план. Он должен был соответствовать существующей застройке на берегу Влтавы (Petrská čtvrť). Требовалось соединить Нове-Место и Старе-Место, что определяло дороги и положение башен. На 3,5 км новых городских стен пошло 100 000 м² камня, были построены 4 башни — Пожарная (Poříčská), Горная (Horská), Конская (Koňská) и Свиная (Svinská).
Вся территория складывалась из трёх секторов. Самым важным считался примыкающий к Вышеграду — сейчас Вышеградская и Спалена улица. Там лежала самая важная площадь (Forum Magnum), ныне называемая Карловой. Перпендикулярно к нему шли две большие улицы — Йечна и Житна. Осью второго сектора был Конский рынок с сетью перпендикулярных улиц, ограничивающих городские кварталы. Третий сектор лежал у существующего города, его осью можно назвать Гибернскую улицу, которая шла через появившийся ранее треугольный рынок, сегодня Сеноважная площадь. Эти три сектора были удачно связаны сетью улиц, важнейшие из которых Водичкова и Йиндржишска, пересекающие Вацлавскую площадь. Вместе они соединили три главных площади Нове-Места, а при их соединении у Карловой площади находилась Новоместская ратуша.
Основа Нове-Места определялась расположением храмов и монастырей. Среди них можно назвать кармелитский монастырь с собором Марии Снежной (1347), бенедиктинский монастырь на Слованех (1347), августинский монастырь На Горе Карловой (1350), Монастырь итальянских бенедиктинцев (1354), монастырь августинианок, костел святого Йиндржиха и святого Степана. В этих зданиях Карл IV собрал образцы разных средневековых архитектурных стилей.

## Достопримечательности
- Вацлавская площадь
  - Национальный музей
- Карлова площадь
  - Новоместская ратуша
  - Дом Фауста

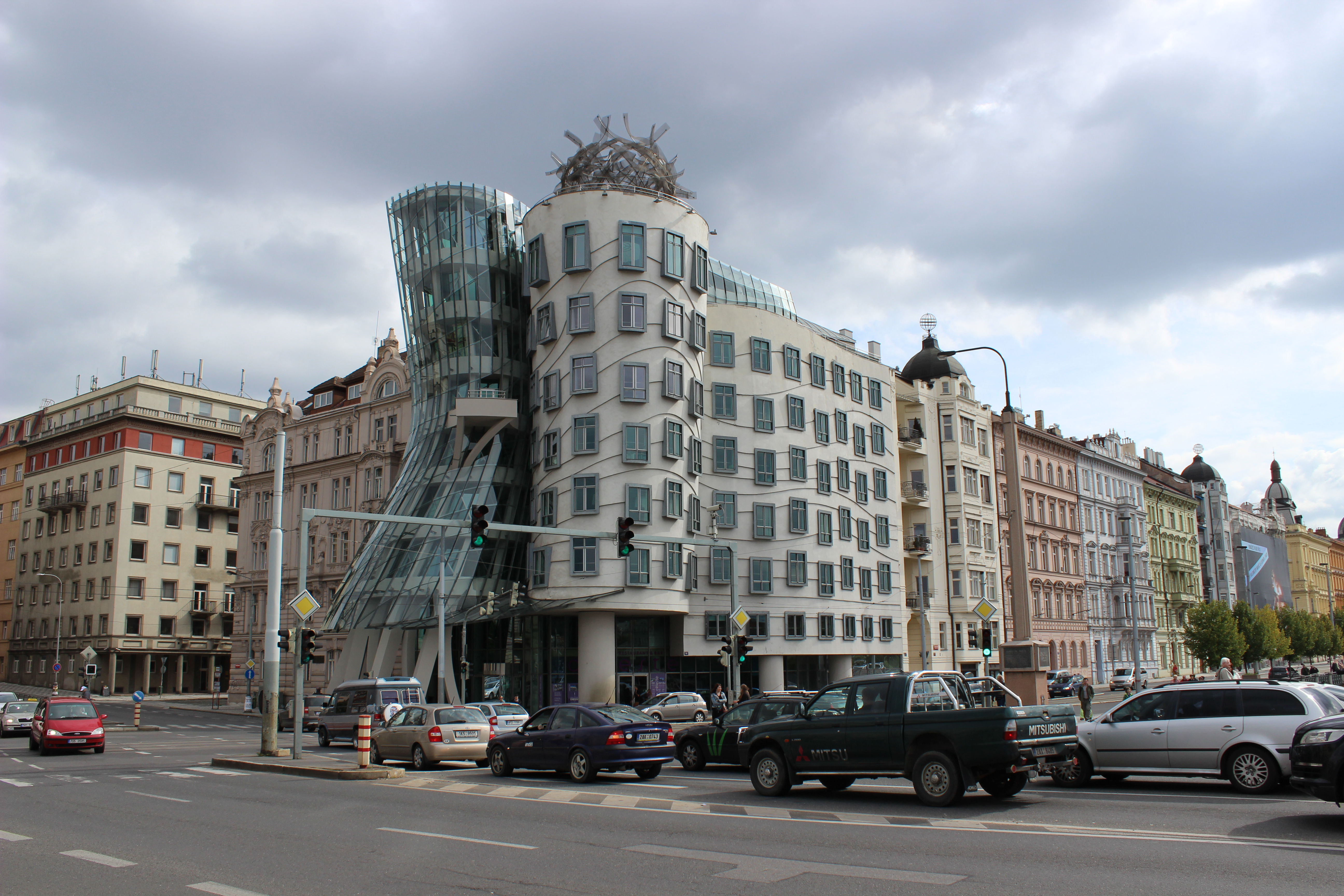
Танцующий дом

  - Церковь Святого Игнатия Лойолы и коллегиум иезуитов
- Юнгманова площадь
  - Дворец «Адрия»
  - Костёл Девы Марии Снежной
  - Францисканский сад
- Танцующий дом
- Православный собор св. Кирилла и Мефодия (место укрытия чешских патриотов после покушения на Р. Гейдриха)
- Национальный проспект
  - Национальный театр
  - Костёл Святой Урсулы
  - Универсальный магазин «Май» (ныне Tesco)
- Историческая пивная «У Флеку»
- Эммаусский монастырь
- Ботанический сад Карлова университета
- Вилла «Америка» (музей А.Дворжака)
- Ротонда Святого Лонгина
- Вышеградский туннель
- Костёл Святого Стефана
- Храм Святого Петра